# Rhinotracheitida krůt

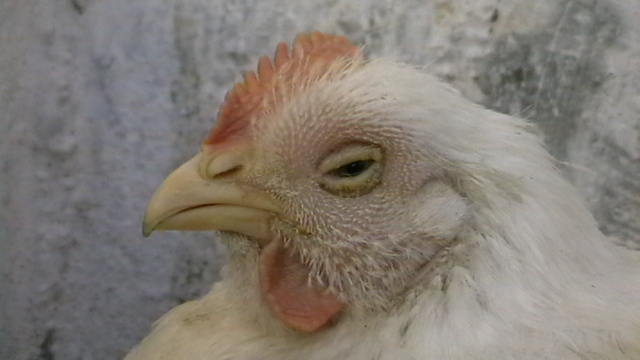
postižený jedinec kura domácího

Rhinotracheitida krůt (TRT) a syndrom oteklé hlavy u kura domácího (SHS) představují vysoce nakažlivé virové onemocnění projevující se u krůt bez rozdílu věku postižením horních cest dýchacích a u kura domácího otokem hlavy. Původcem obou nemocí je sérologicky shodný virus. První výskyty nemoci jsou známy od roku 1960; virový původ prokázali Buys a Du Preez (1980) a Morley a Thompson (1984). Nemoc je rozšířena v mnoha zemích světa, včetně České republiky. Ekonomický význam těchto nemocí spočívá v přímých ztrátách úhynem (nejčastěji důsledkem sekundárních bakteriálních infekcí), v poklesu hmotnosti i snášky a zvýšené konfiskaci.

## Příčiny nemoci (etiologie)

### Charakterizace viru
Původcem obou forem onemocnění (TRT/SHS) je RNA virus z rodu Pneumovirus, z podčeldě Pneumovirinae a čeledě Paramyxoviridae, který postrádá neuraminidázovou i hemaglutinační aktivitu. Zatím je znám pouze jeden sérotyp viru.
Při elektronoptickém vyšetření vykazuje virus typickou morfologii paramyxovirů – pleomorfní sférické partikule o velikosti 80-200 nm, občas jsou pozorovány i partikule větší (500 nm a více). Vláknité formy, zjišťované zejména v buněčných kulturách, mají průměr 80-100 nm a dosahují délky až 1000 nm. Povrchové projekce měří 13-14 nm a helikální nukleokapsida měří 12-15 nm. U viru krůtí rhinotracheitidy (TRT) bylo popsáno 7 strukturálních polypeptidů, z nichž dva byly glykosylovány.

### Laboratorní systémy
Izolace původce je poměrně obtížná, daří se jen v případě časné infekce, kdy ještě nedošlo k sekundárním bakteriálním kontaminacím. Virus TRT/SHS se pomnožuje v nízkém titru v krůtích a kuřecích embryích po inokulaci do žloutkového vaku. Po adaptaci na embrya vyvolává jejich mortalitu a je také možná jeho kultivace v kuřecích a krůtích embryonálních buněčných kulturách, Vero buňkách a BS-C-1 buňkách za vzniku cytopatického efektu (tvorba syncytií) nebo v orgánových kulturách připravených z průdušnice krůťat, kde způsobuje ciliostázu. Vnímavá krůťata lze infikovat kontaktem s nemocnými nebo inokulací infekčního sekretu.

### Patogenita
Virulence izolátů je pro experimentálně infikovanou drůbež zpravidla nižší než v terénu, což je pravděpodobně souvisí s podmínkami chovu a přítomností sekundárních infekcí (E. coli, Staphylococcus hyicus, virus infekční bronchitidy aj.). Některé izoláty SHS od kuřat jsou schopné vyvolat rhinotracheitidu u krůt.

## Vznik a šíření nemoci (epizootologie)

### Přirozený a experimentální hostitel
Klinické formy onemocnění se vyskytují pouze u krůt a kura domácího, po experimentální infekci virem TRT také u perliček a bažantů. Holubi a vodní drůbež jsou k infekci refrakterní. Kur domácí a krůty se mohou infikovat v kterémkoliv věku. SHS se vyskytuje mnohem častěji u kura masného typu než u nosných hybridů. Rezervoárem viru jsou pravděpodobně volně žijící ptáci.

### Přenos
Infekce se rychle šíří, způsoby šíření však nejsou známy. Předpokládá se přímý přenos kontaktem mezi ptáky infikovanými a vnímavými nebo nepřímo kontaktem s prostředím kontaminovaným infekčními sekrety respiračního traktu, případně aerogenně (vzduchem) a vertikálně přes vejce. Experimentální přenos infekce je možný kontaktem s nemocnou či rekonvalescentní drůbeží a inokulací sekretu z respiračního traktu nemocné drůbeže.

## Projevy nemoci (symptomatologie)
Inkubační doba (ID) je několik dnů (pravděpodobně 3-6).

### Klinika
Klinické příznaky u krůt jsou variabilní, v závislosti na věku a sekundární bakteriální infekci. Pozoruje se kýchání, frkání, pěnovitý výtok z nosu, dýchací potíže, konjunktivitida, zduření podočnicové dutiny a podčelistní edém. Morbidita může být až 100 % bez ohledu na věk, mortalita se nejčastěji pohybuje od 1 do 20 % (u mladší drůbeže bývá mortalita vyšší). Typické je rychlé promoření hejna s redukcí příjmu krmiva a vody. Časté jsou také subklinické infekce, které se prokazují sérologicky. U chovných krůt nemusí být respirační příznaky tak výrazné jako u krůťat, pozoruje se ale snížení snášky (až o 70 %), odbarvení vaječné skořápky, nižší líhnivost, případně i oplozenost násadových vajec.
U výkrmových kuřat klesá příjem krmiva i hmotnostní přírůstky. Při bakteriálních komplikacích (zejména E. coli) může být zvýšená mortalita (3-5 %). Pozoruje se otok hlavy a kožních přívěsů, zduření obličeje, někdy i respirační (kýchání, konjunktivitida) anebo nervové příznaky (tortikolis, opistotonus). U nosnic v rozmnožovacích chovech masného typu (RCHM) se objevuje 1-2týdenní pokles snášky, líhnivost i oplozenost násadových vajec může zůstat nezměněná nebo je snížená. Mohou být i dýchací potíže, ale průběh nemoci je většinou mírnější než u brojlerů.

### Patologie
U krůt se zjišťuje katarální až hnisavý zánět podočnicové dutiny, rýma a konjunktivitida. Sekundární mikrobiální komplikace (chlamydie, bakterie, plísně) se projevují záněty jater (hepatitida), sleziny (splenitida) plic (pneumonie) a vzdušných vaků (aerosakulitida). U kura domácího se pozoruje katarální až hnisavý zánět sliznic horních cest dýchacích.

## Diagnostika
Předběžnou diagnózu umožňují údaje chovatele, klinický a pitevní nález; pro konečnou diagnózu je však nutné virologické nebo sérologické vyšetření. Pro izolaci jsou nejvhodnější sekrety respiračního traktu, odebrané co nejdříve po vzniku infekce, a inokulace kuřecích či krůtích embryí, případně tracheální kultury. Sérologické vyšetření se provádí neutralizačním testem, nepřímou imunofluorescencí nebo ELISA testy s kmeny viru adaptovanými na embrya, buněčné kultury nebo tracheální orgánové kultury. Používají se séra z akutní fáze nemoci nebo rekonvalescentní séra
Diferenciální diagnostika. Nutné je odlišit zejména respirační onemocnění virového i bakteriálního původu, u krůt také bordetelózu. Některé kmeny viru Newcastleské nemoci i někteří zástupci z rodu Rubulavirus (APMV-3) mohou u kura i krůt vyvolávat podobné respirační příznaky a pokles snášky jako virus TRT/SHS. Podobně se také projevuje infekce mírnými kmeny influenzaviru A (LPAI). Odlišení je možné kontrolou neuraminidázové a hemaglutinační aktivity. Rovněž projevy infekční bronchitidy (respirační potíže, pokles snášky) mohou připomínat infekci TRT/SHS. Sérologické vyšetření je nejvhodnější formou pro odlišení těchto chorob.

## Terapie a prevence
Kauzální terapie neexistuje. Ošetření sekundárních bakteriálních infekcí antibiotiky přináší rozdílné výsledky. Prevence spočívá ve zlepšení zoohygienických podmínek chovu, eliminaci stresorů prostředí, turnusové technologii chovu, asanaci prostředí a zejména v ochranném očkování (imunoprofylaxi) vhodnými vakcínami.